# Contar carneirinhos

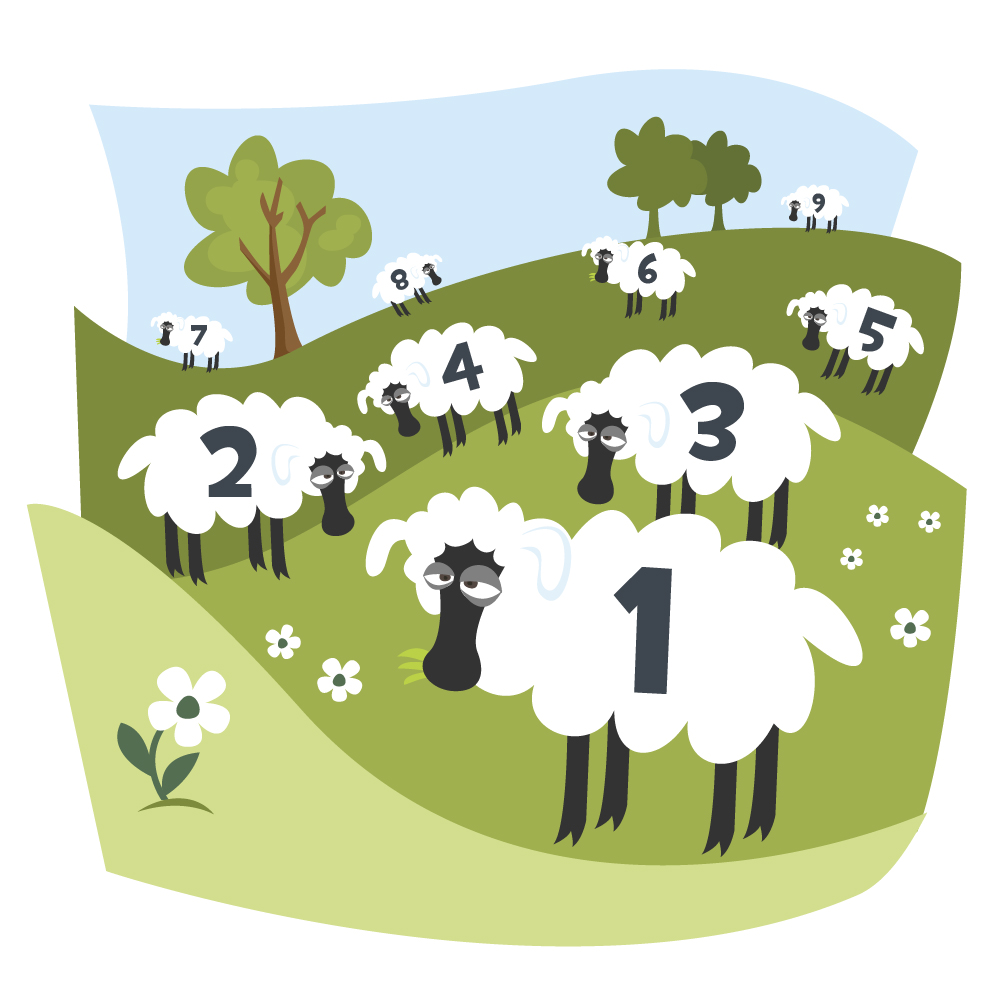
contar carneirinhos

Contar carneirinhos é uma prática mental que, segundo a sabedoria popular, ajudaria a pessoa que a pratica a cair no sono.
Na maioria das representações da atividade, o praticante visualiza uma série interminável de ovelhas brancas idênticas pulando uma cerca, enquanto as conta mentalmente a medida em que elas pulam a cerca. A ideia, presumivelmente, é induzir o tédio enquanto ocupa a mente com algo simples, repetitivo e rítmico, todos conhecidos por ajudar os humanos a dormir.
Embora a prática seja em grande parte um estereótipo e raramente usada como solução para a insônia, tem sido tão comumente referenciada por desenhos animados, histórias em quadrinhos e outros meios de comunicação de massa, que se tornou profundamente enraizada na noção de sono da cultura popular. O termo "contar carneirinho" entrou na língua como um termo idiomático para insônia. As próprias ovelhas tornaram-se associadas ao sono, ou à falta dele.

## Origem
Em língua inglesa a referência mais antiga à contagem de carneirinhos como meio de obter o sono pode ser encontrada em Ilustrações de Economia Política de Harriet Martineau, de 1832:
"Era uma visão monótona ver uma ovelha atrás da outra seguindo a aventureira, cada uma colocando as patas dianteiras na brecha da cerca, trazendo as patas traseiras atrás dela, olhando em volta por um instante do cume, e, em seguida, mergulhando na vala seca, enfeitada com mechas de lã. O processo poderia ter sido mais composto se o campo fosse propriedade de outro homem, ou se o rebanho estivesse saindo em vez de entrar; mas a lembrança desta cena tediosa serviu para fazer o proprietário dormir mais de uma vez, ao ocorrer no final da cadeia de pensamentos ansiosos que o mantinha acordado”
Uma referência ainda anterior a ideia de contar carneirinhos pode ser encontrada no livro Dom Quixote de Miguel de Cervantes, de 1605 (onde Cervantes substituiu "ovelhas" por "cabras"):
"Deixe sua adoração contar as cabras que o pescador está levando, pois se alguém escapar da memória, a história terá um fim, e será impossível dizer mais uma palavra dela."
Cervantes provavelmente adaptou a história de contar cabras de uma história de contar ovelhas na obra espanhola do início do século XII Disciplina clericalis. Este livro editado pelos anos 1000 da era cristã, em sua sessão O Rei e seu Contador de Histórias (seção 12) usa a ideia de contar ovelhas com humor.
A obra Disciplina clericalis baseia-se, por sua vez, principalmente em fontes literárias do mundo islâmico. Contar ovelhas era provavelmente uma prática amplamente reconhecida no mundo islâmico antes do início do século XII. 